# Thamnochortus nutans
Thamnochortus nutans är en gräsväxtart som först beskrevs av Carl Peter Thunberg, och fick sitt nu gällande namn av Neville Stuart Pillans. Thamnochortus nutans ingår i släktet Thamnochortus och familjen Restionaceae. Inga underarter finns listade i Catalogue of Life.